# Teramnus buettneri
Espèce
Synonymes
- Glycine buettneri Harms[1]

Teramnus buettneri est une espèce de plantes à fleurs de la famille des Fabaceae et du genre Teramnus, présente en Afrique tropicale.
Son épithète spécifique buettneri rend hommage au botaniste allemand Richard Büttner (en), explorateur du bassin du Congo.

## Description
C'est une herbe érigée ligneuse de 1,5 m de hauteur, avec des pétales de couleur crème ou jaunâtre, devenant orange à l'état sec.

## Distribution
L'espèce est présente en Afrique de l'Ouest et du Centre, de la Côte d'Ivoire au Nigeria et en république centrafricaine.

## Habitat
On la rencontre dans la savane, sur des sols ferrugineux.